# Chea (Vorname)
Chea (kambodschanisch: ជា) ist ein männlicher Vorname.

## Herkunft und Bedeutung
Der kambodschanische Vorname bedeutet gesund/heilsam.

## Bekannte Namensträger
- Chea Sim (1932–2015), Funktionär der Roten Khmer in Kambodscha